# Petrus Theodorus van Wijngaerdt

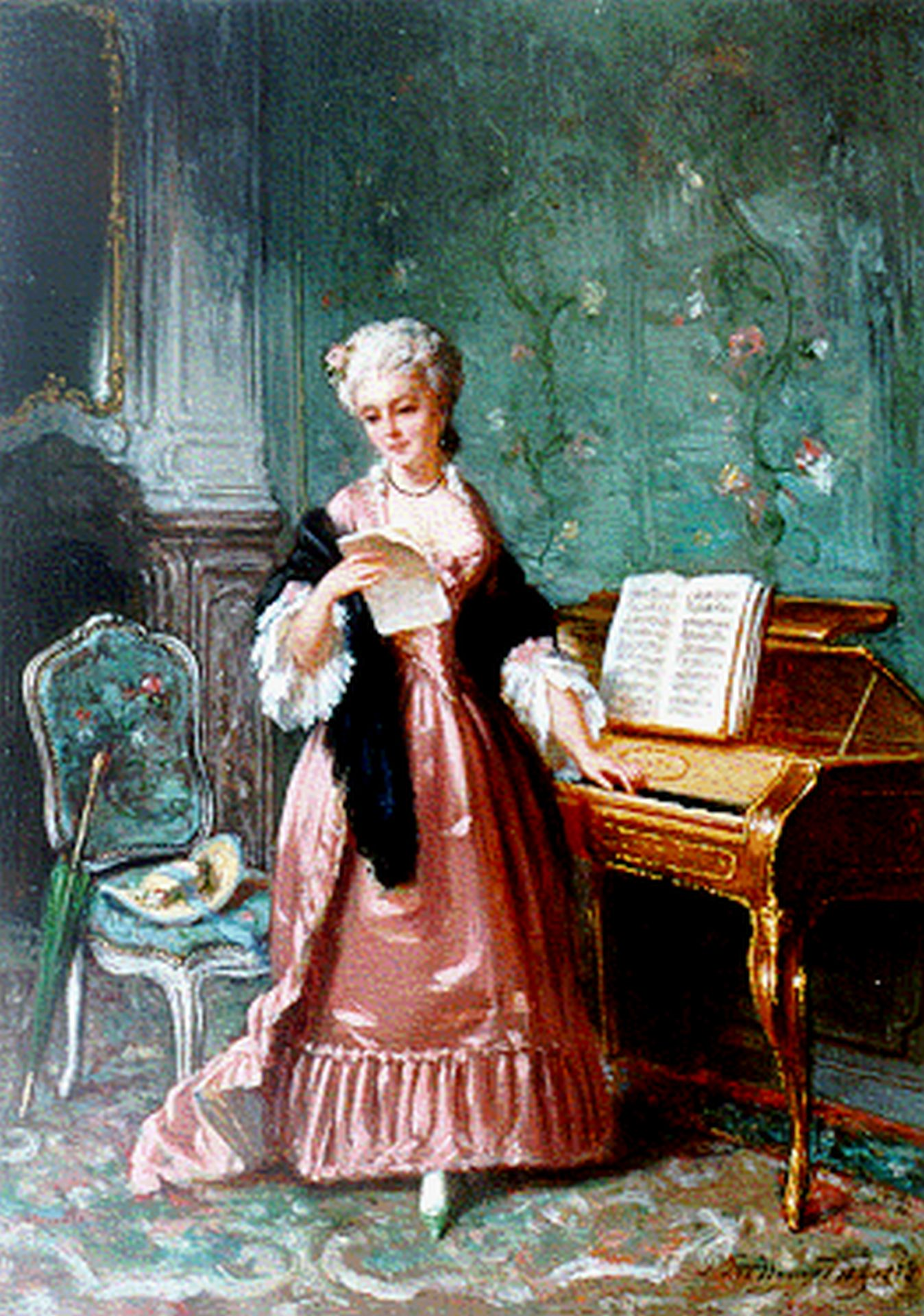
Der Brief

Petrus Theodorus van Wijngaerdt (* 7. März 1816 in Rotterdam; † 12. Mai 1893 in Haarlem) war ein niederländischer Genre- und Porträtmaler sowie Lithograf, Bruder van Anthonie Jacobus van Wijngaerdt (1808–1887).
Er war Schüler von Jan Hendrik van de Laar. Er war bis 1837 in Rotterdam tätig, 1838 in Delft, bis 1857 in Den Haag, 1860 in London und später in Haarlem beschäftigt. 
Er malte und lithografierte Porträts und Genreszenen in Kostümen des 17. und 18. Jahrhunderts. 
Er nahm an Ausstellungen in Rotterdam 1836 bis 1856, Den Haag und Amsterdam 1834 bis 1881 teil.  